# René Boese
René Boese (* 28. Februar 1984) ist ein deutscher Handballspieler.
Über die Jugendmannschaft des LHC Cottbus kam Boese 2004 zu Eintracht Hildesheim. Mit dieser Mannschaft stieg Boese zur Saison 2006/2007 in die Bundesliga auf. Als Hildesheim das Oberhaus der Liga zum Saisonende wieder verlassen musste, wechselte Boese zu den Berliner Füchsen. Im Sommer 2009 wechselte er zum 1. SV Concordia Delitzsch. Ab August 2010 spielte er bei SC DHfK Leipzig. Seit dem Sommer 2015 steht er beim HC Elbflorenz unter Vertrag. Im Sommer 2018 wechselte er in die 2. Mannschaft des HC Elbflorenz. Zur Saison 2020/21 schloss er sich dem Sachsenligisten HSV Weinböhla an.
Im Jahr 2004 gewann er mit der deutschen Mannschaft die Junioren-Europameisterschaft in Riga. Im Endspiel, das Deutschland mit 27:26 gegen Dänemark gewann, warf Boese zwei Tore. Seine Spielposition ist Rechtsaußen.

## Erfolge
- Junioren-Europameister 2004
- Vize-Europameister mit der deutschen A-Jugend-Nationalmannschaft 2003[6]